# Carolle Zahi
Carolle Zahi (Bingerville, 12 giugno 1994) è una velocista francese.

## Palmarès
| Anno | Manifestazione           | Sede              | Evento      | Risultato  | Prestazione | Note                                                                                       |
| ---- | ------------------------ | ----------------- | ----------- | ---------- | ----------- | ------------------------------------------------------------------------------------------ |
| 2016 | Mondiali indoor          | Portland          | 60 m piani  | Batteria   | 7"36        |                                                                                            |
| 2017 | World Relays             | Nassau            | 4×100 m     | 5ª         | 43"90       | Miglior prestazione personale                                                              |
| 2017 | Europei a squadre        | Villeneuve d'Ascq | 100 m piani | Oro        | 11"19       |                                                                                            |
| 2017 | Europei a squadre        | Villeneuve d'Ascq | 4×100 m     | Finale     | dq          |                                                                                            |
| 2017 | Mondiali                 | Londra            | 100 m piani | Batteria   | 11"41       |                                                                                            |
| 2017 | Mondiali                 | Londra            | 4×100 m     | Batteria   | 42"92       | Miglior prestazione personale                                                              |
| 2018 | Mondiali indoor          | Birmingham        | 60 m piani  | 7ª         | 7"19        |                                                                                            |
| 2018 | Giochi del Mediterraneo  | Tarragona         | 200 m piani | Oro        | 23"02       |                                                                                            |
| 2018 | Giochi del Mediterraneo  | Tarragona         | 4×100 m     | Oro        | 43"29       |                                                                                            |
| 2018 | Europei                  | Berlino           | 100 m piani | 7ª         | 11"20       |                                                                                            |
| 2018 | Europei                  | Berlino           | 4×100 m     | 5ª         | 43"10       |                                                                                            |
| 2019 | Europei indoor           | Glasgow           | 60 m piani  | Semifinale | 7"35        |                                                                                            |
| 2019 | World Relays             | Yokohama          | 4×100 m     | Batteria   | dnf         |                                                                                            |
| 2019 | World Relays             | Yokohama          | 4×200 m     | Oro        | 1'32"16     | Miglior prestazione mondiale stagionale · Record nazionale · Miglior prestazione personale |
| 2019 | Europei a squadre        | Bydgoszcz         | 100 m piani | Oro        | 11"31       |                                                                                            |
| 2019 | Europei a squadre        | Bydgoszcz         | 4×100 m     | Oro        | 43"09       |                                                                                            |
| 2019 | Mondiali                 | Doha              | 200 m piani | Semifinale | 23"03       |                                                                                            |
| 2019 | Mondiali                 | Doha              | 4×100 m     | Batteria   | dq          |                                                                                            |
| 2019 | Giochi mondiali militari | Wuhan             | 100 m piani | Oro        | 11"36       |                                                                                            |
| 2021 | Europei indoor           | Toruń             | 60 m piani  | 6ª         | 7"26        |                                                                                            |
| 2021 | Giochi olimpici          | Tokyo             | 4×100 m     | 7ª         | 42"89       |                                                                                            |
| 2023 | Mondiali                 | Budapest          | 4×100 m     | Batteria   | 43"12       |                                                                                            |
| 2025 | Europei indoor           | Apeldoorn         | 60 m piani  | Semifinale | 7"19        |                                                                                            |

## Altre competizioni internazionali
2019
- Oro al Meeting de Paris ( Parigi), 4×100 m - 43"48